# Équation des télécommunications
L'équation des télécommunications, (appelée aussi Friis transmission formula [équation de transmission de Friis] par les Anglo-Saxons), permet d'obtenir un ordre de grandeur de la puissance radio collectée par un récepteur situé à une certaine distance d'un émetteur en espace libre. Il ne faut pas la confondre avec la formule de Friis, utilisée pour calculer le facteur de bruit d'un système.

## Forme simple de l'équation
Dans sa forme la plus simple (cas idéal, pas de trajets multiples), l'équation de Friis s'exprime :
où :
- {\displaystyle P_{t}} est la puissance en watts (W) délivrée à l'antenne d'émission (pertes d'adaptation et rendement non compris)
- {\displaystyle P_{r}} est la puissance en watts (W) délivrée par l'antenne de réception (pertes d'adaptation et rendement non compris)
- {\displaystyle G_{t}} est le gain linéaire de l'antenne d'émission
- {\displaystyle G_{r}} est le gain linéaire de l'antenne de réception
- {\displaystyle R} est la distance en mètres (m) séparant les deux antennes
- {\displaystyle \lambda } est la longueur d'onde en mètres (m) correspondant à la fréquence de travail

On suppose en outre que les antennes sont correctement alignées en termes de polarisation du champ.
Toutes ces conditions ne sont jamais remplies dans une communication terrestre classique à cause d'obstacles, réflexions, trajets multiples, etc. 

En communication spatiale, même si la propagation s'effectue principalement en espace libre, cette formule doit être corrigée en raison des atténuations atmosphériques et des éventuelles diffractions aux incidences faibles.
L'équation de Friis simple est donc à voir comme une représentation du cas idéal.

## Interprétation
Il est facile d'interpréter cette formule, en utilisant la relation entre le gain d'antenne et sa surface équivalente {\displaystyle S_{r}} (voir Antenne radioélectrique) :
{\displaystyle S_{r}={\frac {\lambda ^{2}}{4\pi }}\cdot G_{r}}
L'équation de Friis exprime alors simplement l'axiome de la propagation de l'onde électromagnétique sans pertes en espace vide :
Dans le cas d'un émetteur isotrope, l'énergie émise se répartit donc sur la surface d'une sphère de rayon {\displaystyle R} : 
{\displaystyle S=4\pi R^{2}}
Une antenne de réception capte alors l'énergie dans le rapport de sa surface équivalente à cette surface totale :
{\displaystyle {\frac {P_{r}}{P_{t}}}={\frac {S_{r}}{4\pi R^{2}}}}
Si on introduit une antenne d'émission non isotrope de gain {\displaystyle G_{t}}, la puissance précédente est simplement multipliée par ce gain :
{\displaystyle {\frac {P_{r}}{P_{t}}}={\frac {S_{r}G_{t}}{4\pi R^{2}}}}
Cette interprétation élimine l'habitude courante de croire l'atténuation d'espace libre proportionnelle au carré de la fréquence. Ceci n'apparaît que dans la formule exprimée en gain d'antenne, et disparaît si on considère une antenne de réception de surface fixe. Au contraire, si on considère deux antennes de surface fixe, l'atténuation est proportionnelle au carré de la longueur d'onde.

## Prise en compte des pertes d'antennes
Les antennes sont à l'origine de pertes par désadaptation. L'équation précédente peut donc se compléter :
avec :
- {\displaystyle s_{11}} est le coefficient de réflexion sur l'antenne d'émission
- {\displaystyle s_{22}} est le coefficient de réflexion sur l'antenne de réception

## Prise en compte des pertes par désadaptation de polarisation
Les antennes d'émission et de réception ne fonctionnent pas forcément avec la même polarisation (par exemple, une polarisation circulaire à l'émission et une polarisation rectiligne à la réception). De plus, dans le cas où les deux polarisations sont rectilignes, il peut se trouver que les directions de polarisation ne soient pas alignées. On rajoute à la formule le terme {\displaystyle |{\overrightarrow {u}}.{\overrightarrow {v}}|^{2}} pour tenir compte de cette désadaptation. La formule complète devient alors : 

## Expression logarithmique
Dans les calculs de bilan de liaison radioélectrique, l'équation de Friis est couramment remplacée par son expression logarithmique en décibels :
Puissance reçue (dBm) = Puissance transmise (dBm) + Gains des antennes (dB) - Pertes d'espace (dB) - Pertes diverses (dB)
Les décibels étant une unité logarithmique, ceci équivaut à un produit.
avec :
- {\displaystyle P_{r}} = Puissance reçue (dBm)
- {\displaystyle P_{t}} = Puissance transmise (dBm)
- {\displaystyle G_{t}} = Gain d'antenne émission (dBi)
- {\displaystyle p_{diverses}} = pertes diverses (dB)
- {\displaystyle \alpha } = perte de propagation (dB)
- {\displaystyle G_{r}} = Gain d'antenne réception (dBi)

Le terme des pertes diverses peut se décomposer en pertes de lignes, pertes de désadaptations, de dépointage à l'émission et à la réception, de filtrage, de dépolarisation, etc. selon le détail du système étudié.
La perte de propagation peut s'exprimer de diverses façons, à partir de :
{\displaystyle \alpha =-20\times \log \left({\frac {\lambda }{4\pi R}}\right)}. 
Soit en unités courantes : 
{\displaystyle \alpha }(dB) = 32,45 dB + 20×log [fréquence (MHz)] + 20×log [distance (km)]

## Prise en compte des trajets multiples
En espace libre, le terme d'affaiblissement s'exprime simplement {\displaystyle \alpha =\left({\frac {\lambda }{4\pi R}}\right)^{2}}. Si l'onde se réfléchit sur {\displaystyle N} obstacles lors de sa propagation (murs, bâtiments, etc.), il faut alors écrire :
où :
- {\displaystyle \Gamma _{n}} est le coefficient de réflexion sur l'obstacle {\displaystyle n}
- {\displaystyle R} est la longueur du trajet direct
- {\displaystyle R_{n}} est la longueur du trajet {\displaystyle n}